# Steve Wacholz
Steve "Dr Killdrums" Wacholz var originalmedlem och trummis i Savatage åren 1980-1993.